# Don Airey
Donald Smith "Don" Airey (n. 21 iunie 1948 la Sunderland, Anglia) este unul dintre componenții trupei rock Deep Purple. Acesta i-a luat locul lui Jon Lord la clape în 2001. A colaborat cu formația Black Sabbath, dar și cu artiști precum Ozzy Osbourne sau Whitesnake.
Format:Deep Purple

1. ↑  CONOR.SI[*] Verificați valoarea |titlelink= (ajutor)
2. 1 2 3 4  Montreux Jazz Festival Database[*] Verificați valoarea |titlelink= (ajutor);